# 下毛類

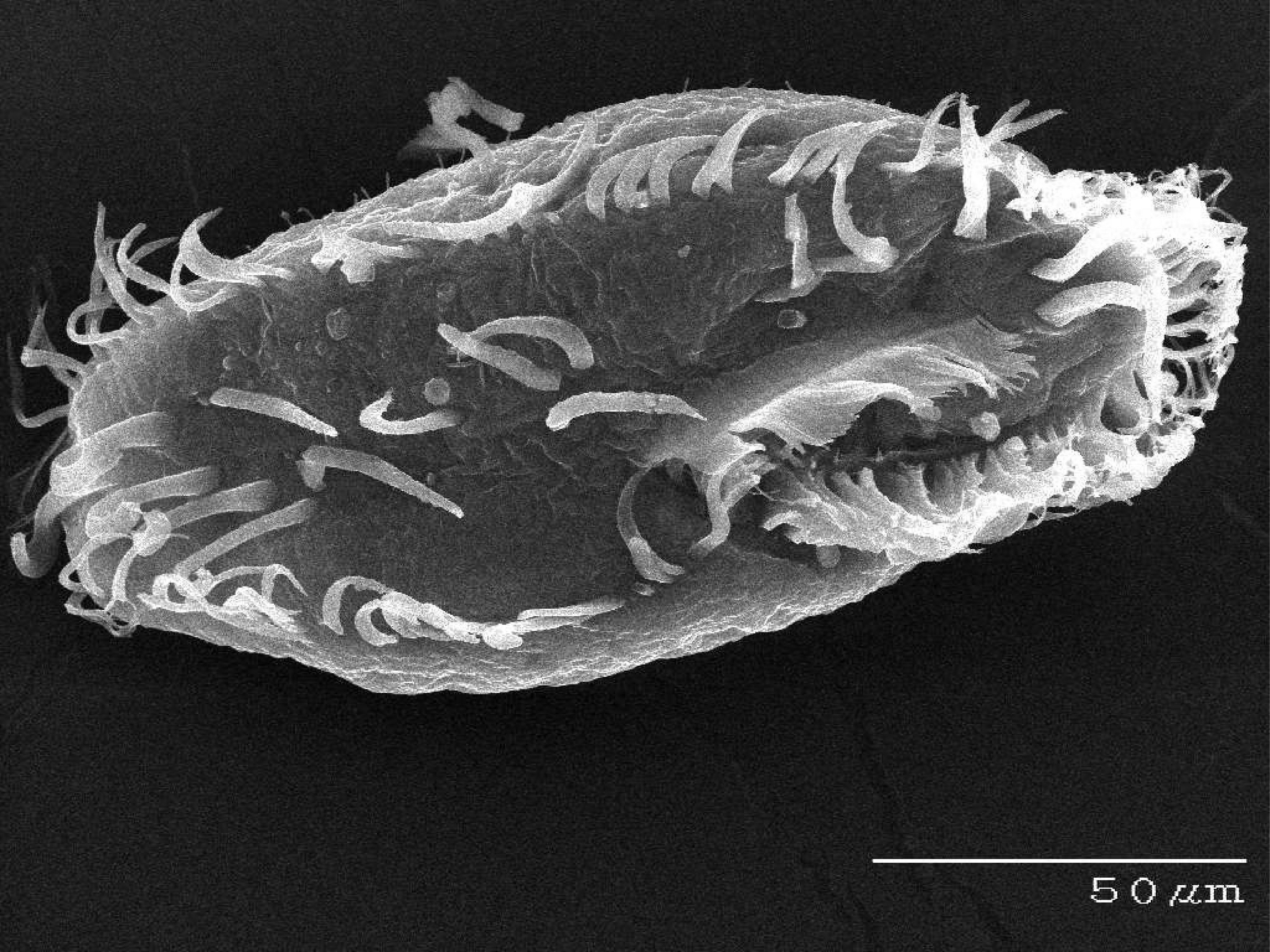
の電子顕微鏡写真

下毛類（かもうるい）は、繊毛虫に含まれる単細胞生物の一群。太い繊毛の束があるのが特徴である。

## 特徴
ゾウリムシのような、全身が繊毛に覆われた姿ではなく、繊毛がはえていない面が多い。また、腹面と背面がはっきりした、多少とも扁平な体をしており、多くの繊毛は腹面にはえる。背面には繊毛がない。腹面の繊毛の配列も、縁に沿って並んでいたり、後端に太いものが並んでいたりと、はっきりとした配列が見られる。また、複数の繊毛が集まって、太い繊毛の束となっているものがあるのが特徴である。なかには、そのような繊毛束が腹面に少数あるだけのものもある。そのようなものでは、ちょっと昆虫の足のような感じになっている。細かい繊毛が多数あるものもあるが、その場合も、数は多くなく、ややまばらな列をなす。
細胞口は先端面か、やや側面にあって、横長に開き、きっちりと繊毛列を並べる。運動は、ゾウリムシのような滑らかなものではなく、ゆっくり動いていると思うと、素早く移動したり、急に跳ねるように動いたりと、変化に富む。
淡水にも海水にも種があり、汚泥中にもよく出現する。プランクトンとして出現するより、外の基物の上を腹面を接して這い回るように動くことが多い。時に水中に泳ぎ出ると、瞬間的に撥ねるように動くこともある。特に、腹面の繊毛束の数の少ないものが腹面を基質に触れさせて移動する様子は、まるでゴキブリが壁を走っているように見える。大きいものでも500 μm程度。

## 分類
- オキシトリカ科 Oxytrichidae：腹面や周辺に繊毛が並ぶ。やや柔らか目の体。
  - Oxytricha - 平らにしたゾウリムシ型。
  - Uroleptus - 前後に細長く、腹面に繊毛が並ぶ
  - Stylonychia - スティロニキア：偏平、長い尾棘毛が3本。
- ユープロテス科 Euplotidae - 体は平たく堅い。細かい繊毛は少ない。特に後端に繊毛束が並ぶ。
  - Euplotes
- アスピディスカ科 Aspidiscidae - 前後に短く、固い体。口部分が小さい。腹面に数少ない繊毛束。
  - Aspidisca　アスピディスカ